# Dyskografia BtoB
Dyskografia BtoB – południowokoreańskiego boysbandu, który związany jest z wytwórnią Cube Entertainment i działa od 2012 roku.

## Albumy

### Albumy studyjne
| 2015                                           | Complete - Wydany: 30 czerwca 2015 - Wytwórnia: Cube Entertainment, Universal Music Group - Format: CD, digital download       | 1 | – | –  | - KOR: 51 857+               |
| 2017                                           | Brother Act. - Wydany: 16 października 2017 - Wytwórnia: Cube Entertainment, LOEN Entertainment - Format: CD, digital download | 4 | – | 14 | - KOR: 105 326+              |
| 2022                                           | Be Together - Wydany: 21 lutego 2022 - Wytwórnia: Cube Entertainment, Kakao Entertainment - Format: CD, digital download       | 4 | 9 | –  | - KOR: 123 780+ - JPN: 3339+ |
| Japońskie                                      | |   |   |    |                              |
| 2016                                           | 24 / 7 (TWENTY FOUR/SEVEN) - Wydany: 7 grudnia 2016 - Wytwórnia: Kiss Entertainment - Format: CD, digital download             | – | 1 | –  | - JPN: 30 135+               |
| "–" oznacza, że wydawnictwo nie było notowane. | |   |   |    |                              |

### Kompilacje
| 2019                                           | Piece of BTOB - Wydany: 7 marca 2019 - Wytwórnia: Cube Entertainment, Kakao M - Format: CD, digital download                         | 10 | –  | - KOR: 10 573+ |
| Japońskie                                      | |    |    |                |
| 2018                                           | BTOB JAPAN BEST ALBUM 2014-2017 ～1096DAYS～ - Wydany: 28 lutego 2018 - Wytwórnia: Kiss Entertainment - Format: CD, digital download | –  | 45 |                |
| "–" oznacza, że wydawnictwo nie było notowane. | |    |    |                |

### Minialbumy
| Rok       | Informacje | Najwyższa pozycja | Najwyższa pozycja | Najwyższa pozycja | Sprzedaż                     |
| Rok       | Informacje | KOR               | JPN               | US World Albums   | Sprzedaż                     |
| --------- | --- | ----------------- | ----------------- | ----------------- | ---------------------------- |
| 2012      | Born to Beat - Wydany: 3 kwietnia 2012 - Wytwórnia: Cube Entertainment, Universal Music Group - Format: CD, digital download        | 3                 |                   | –                 | - KOR: 19 641+               |
| 2012      | Press Play - Wydany: 12 września 2012 - Wytwórnia: Cube Entertainment, Universal Music Group - Format: CD, digital download         | 4                 |                   | –                 | - KOR: 32 122+               |
| 2013      | Thriller (스릴러) - Wydany: 9 września 2013 - Wytwórnia: Cube Entertainment, Universal Music Group - Format: CD, digital download   | 3                 |                   | –                 | - KOR: 30 403+               |
| 2014      | Beep Beep (뛰뛰빵빵) - Wydany: 17 lutego 2014 - Wytwórnia: Cube Entertainment, Universal Music Group - Format: CD, digital download | 1                 |                   | –                 | - KOR: 39 993+               |
| 2014      | Move - Wydany: 29 września 2014 - Wytwórnia: Cube Entertainment, Universal Music Group - Format: CD, digital download               | 1                 |                   | –                 | - KOR: 22 643+               |
| 2014      | The Winter’s Tale - Wydany: 22 grudnia 2014 - Wytwórnia: Cube Entertainment, Universal Music Group - Format: CD, digital download   | 1                 |                   | –                 | - KOR: 35 831+               |
| 2015      | I Mean - Wydany: 12 października 2015 - Wytwórnia: Cube Entertainment, Universal Music Group - Format: CD, digital download         | 2                 |                   | –                 | - KOR: 49 637+               |
| 2016      | Remember That - Wydany: 28 marca 2016 - Wytwórnia: Cube Entertainment, Universal Music Group - Format: CD, digital download         | 1                 |                   | –                 | - KOR: 54 093+.              |
| 2016      | New Men - Wydany: 7 listopada 2016 - Wytwórnia: Cube Entertainment, Universal Music Group - Format: CD, digital download            | 4                 | 91                | –                 | - KOR: 47 847+ - JPN: 963    |
| 2017      | Feel’eM - Wydany: 6 marca 2017 - Wytwórnia: Cube Entertainment, LOEN Entertainment - Format: CD, digital download                   | 2                 | 94                | 15                | - KOR: 75 617+ - JPN: 785+   |
| 2018      | This Is Us - Wydany: 18 czerwca 2018 - Wytwórnia: Cube Entertainment, LOEN Entertainment - Format: CD, digital download             | 2                 | 38                | 15                | - KOR: 119 401+ - JPN: 1529+ |
| 2018      | HOUR MOMENT - Wydany: 12 listopada 2018 - Wytwórnia: Cube Entertainment, LOEN Entertainment - Format: CD, digital download          | 1                 | –                 | –                 | - KOR: 101 747+              |
| 2021      | 4U: Outside - Wydany: 30 sierpnia 2021 - Wytwórnia: Cube Entertainment, Kakao Entertainment - Format: CD, digital download          | 2                 | 21                | –                 | - KOR: 83 105+ - JPN: 2932+  |
| Japońskie | |                   |                   |                   |                              |
| 2021      | Outsider - Wydany: 27 października 2021 - Wytwórnia: Universal Music Japan - Format: CD, digital download                           | –                 | 13                | –                 | - JPN: 6039+                 |

## Single
| Rok                                            | Tytuł                                                                  | Najwyższa pozycja | Najwyższa pozycja | Najwyższa pozycja | Najwyższa pozycja | Sprzedaż         | Album                             |            |
| Rok                                            | Tytuł                                                                  | KOR (Gaon)        | KOR Hot100        | JPN (Oricon)      | JPN Hot100        | Sprzedaż         | Album                             |            |
| Koreańskie                                     | Koreańskie                                                             | Koreańskie        | Koreańskie        | Koreańskie        | Koreańskie        | Koreańskie       | Koreańskie                        | Koreańskie |
| ---------------------------------------------- | ---------------------------------------------------------------------- | ----------------- | ----------------- | ----------------- | ----------------- | ---------------- | --------------------------------- | ---------- |
| 2012                                           | „Insane” (kor. 비밀)                                                   | 95                | 74                | –                 | –                 | - KOR: 87 609+   | Born to Beat                      |            |
| 2012                                           | „Father” (kor. 아버지)                                                 | –                 | –                 | –                 | –                 |                  | Born to Beat Asia Special Edition |            |
| 2012                                           | „Irresistible Lips” (kor. 그 입술을 뺏었어)                            | 99                | –                 | –                 | –                 | - KOR: 60 002+   | Born to Beat Asia Special Edition |            |
| 2012                                           | „WOW”                                                                  | 76                | 33                | –                 | –                 | - KOR: 88 744+   | Press Play                        |            |
| 2012                                           | „I Only Know Love” (kor. 사랑밖에 난 몰라)                             | –                 | –                 | –                 | –                 |                  | Press Play                        |            |
| 2013                                           | „2nd Confession" (kor. 두 번째 고백)                                   | 44                | 35                | –                 | –                 | - KOR: 147 870+  | –                                 |            |
| 2013                                           | „When I Was Your Man” (kor. 내가 니 남자였을때)                        | –                 | –                 | –                 | –                 |                  | Thriller                          |            |
| 2013                                           | „Thriller” (kor. 스릴러)                                               | 41                | 84                | –                 | –                 | - KOR: 66 900+   | Thriller                          |            |
| 2014                                           | „Beep Beep” (kor. 뛰뛰빵빵)                                            | 18                | 44                | –                 | –                 | - KOR: 240 479+  | Beep Beep                         |            |
| 2014                                           | „You're So Fly” (kor. 넌 감동이야)                                     | 46                | X                 | –                 | –                 | - KOR: 37 127+   | Move                              |            |
| 2014                                           | „You Can Cry” (kor. 울어도 돼)                                         | 24                | X                 | –                 | –                 | - KOR: 127 492+  | The Winter's Tale                 |            |
| 2014                                           | „The Winter's Tale” (kor. 울면 안 돼)                                  | 7                 | X                 | –                 | –                 | - KOR: 75 267+   | The Winter's Tale                 |            |
| 2015                                           | „It's Okay” (kor. 괜찮아요)                                            | 8                 | X                 | –                 | –                 | - KOR: 525 319+  | Complete                          |            |
| 2015                                           | „Way Back Home” (kor. 집으로 가는 길)                                  | 5                 | X                 | –                 | –                 | - KOR: 288 048+  | I Mean                            |            |
| 2016                                           | „Remember That” (kor. 봄날의 기억)                                     | 11                | X                 | –                 | –                 | - KOR: 303 076+  | Remember that                     |            |
| 2016                                           | „I Want to Vacation” (kor. 여행 가고 싶어)                             | 91                | X                 | –                 | –                 | - KOR: 40 900+   | –                                 |            |
| 2016                                           | „I'll Be Your Man” (kor. 기도)                                         | 2                 | X                 | –                 | –                 | - KOR: 255 785+  | New Men                           |            |
| 2017                                           | „Someday” (kor. 언젠가)                                                | 14                | X                 | –                 | –                 | - KOR: 224 719+  | Feel'eM                           |            |
| 2017                                           | „Movie”                                                                | 4                 | 57                | –                 | –                 | - KOR: 821 420+  | Feel'eM                           |            |
| 2017                                           | „Missing You” (kor. 그리워하다)                                        | 2                 | 16                | –                 | –                 | - KOR: 738 207+  | Brother Act.                      |            |
| 2018                                           | „Only One For Me” (kor. 너 없인 안 된다)                               | 4                 | 4                 | –                 | –                 | dane niedostępne | This Is Us                        |            |
| 2018                                           | „Friend”                                                               | 23                | –                 | –                 | –                 | dane niedostępne | Hour Moment                       |            |
| 2018                                           | „Beautiful Pain” (kor. 아름답고도 아프구나)                            | 4                 | 3                 | –                 | –                 | dane niedostępne | Hour Moment                       |            |
| 2019                                           | „Sorry” (kor. 미안해) (Eunkwang, Changsub and Minhyuk)                 | 96                | –                 | –                 | –                 | dane niedostępne | –                                 |            |
| 2021                                           | „Outsider”                                                             | 35                | –                 | –                 | –                 | dane niedostępne | 4U: Outside                       |            |
| 2022                                           | „The Song” (kor. 노래)                                                 | 10                | 35                | –                 | –                 | dane niedostępne | Be Together                       |            |
| Japońskie                                      |                                                                        |                   |                   |                   |                   |                  |                                   |            |
| 2014                                           | „WOW”                                                                  | –                 | X                 | 9                 | –                 | - JPN: 23 583+   | 24 / 7                            |            |
| 2015                                           | „Mirai (Ashita)” (jap. 未来(あした))                                   | –                 | X                 | 2                 | –                 | - JPN: 77 399+   | 24 / 7                            |            |
| 2015                                           | „Natsuiro MY GIRL” (jap. 夏色 MY GIRL)                                 | –                 | X                 | 4                 | –                 | - JPN: 89 527+   | –                                 |            |
| 2016                                           | „Dear Bride”                                                           | –                 | X                 | 2                 | –                 | - JPN: 110 794+  | –                                 |            |
| 2016                                           | „L.U.V”                                                                | –                 | X                 | 1                 | –                 | - JPN: 78 836+   | –                                 |            |
| 2017                                           | „Movie”                                                                | –                 | X                 | 3                 | 4                 | - JPN: 41 367+   | –                                 |            |
| 2017                                           | „Brand new days ~Donna mirai o~” (jap. Brand new days～どんな未来を～) | –                 | X                 | 3                 | –                 | - JPN: 47 693+   | –                                 |            |
| "–" oznacza, że wydawnictwo nie było notowane. |                                                                        |                   |                   |                   |                   |                  |                                   |            |

## Soundtracki
| Rok  | Tytuł                                                         | Najwyższa pozycja | Sprzedaż        | Album                                      |
| Rok  | Tytuł                                                         | KOR (Gaon)        | Sprzedaż        | Album                                      |
| ---- | ------------------------------------------------------------- | ----------------- | --------------- | ------------------------------------------ |
| 2013 | „Bye Bye Love” (feat. Beast)                                  |                   | - KOR: 133 418+ | Namjaga salanghal ttae OST Part 4          |
| 2013 | „Past Days (지난 날)” (feat. Yong Jun-hyung, Ha Yeon-soo)     |                   | - KOR: 87 730+  | Monstar OST Part 1                         |
| 2013 | „After Time Passes (시간이 흐른 뒤엔)” (feat. Yong Jun-hyung) |                   | - KOR: 89 207+  | Monstar OST Part 2                         |
| 2013 | „First Love (첫사랑)” (feat. Yong Jun-hyung)                  |                   | - KOR: 36 395+  | Monstar OST Part 7                         |
| 2015 | „Goodbye Sadness”                                             | –                 |                 | Dalkomsalbeol paemilli OST Part 1          |
| 2016 | „Come With Eerie (이리와)”                                    | –                 |                 | Telemonster OST                            |
| 2016 | „For You”                                                     | –                 |                 | Cinderella-wa ne myeong-ui gisa OST Part 1 |
| 2016 | „Voice (목소리)”                                              | –                 |                 | The Miracle OST Part 3                     |
| 2017 | „Ambiguous (알듯 말듯해)”                                     | –                 |                 | Fight for My Way OST Part 4                |